# Jørgen Ditlev Trampe (godsejer)
 For alternative betydninger, se Jørgen Ditlev Trampe. (Se også artikler, som begynder med Jørgen Ditlev Trampe)
Jørgen Ditlev greve Trampe (2. april 1749 på Hovedgård – 14. marts 1793 på Løgismose) var en dansk godsejer og kammerherre, bror til Adam Frederik Trampe.
Han var søn af Frederik Christopher greve Trampe til Hovedgård (1714-1779) og Clara Hedevig Grabow (1710-1782), blev 1760 kornet i 3. jyske Rytterregiment og 1766 karakteriseret sekondløjtnant. 1768 blev der efter faderens ønske givet ordre om at hensætte ham på Munkholm på grund af hans forvildelser, men 1769 tilbagekaldtes ordren, da han havde lovet at forbedre sig. Han fik samme år afsked fra Hæren og blev 1774 kammerherre.
Trampe ejede Urup 1775-77, Møldrupkrog 1774-77, Assendrup by (til 1785), Hovedgård 1781-86 og Stårupgård 1782-86, men gjorde 1786 opbud (gik konkurs).
Trampe ægtede i sit første ægteskab 4. august 1769 i Ørridslev Kirke Louise Henriette Elisabeth von Scholten (7. juli 1749 i København - 10. maj 1774 på Urup), datter af Jobst Gerhard von Scholten.
I sit andet ægteskab giftede han sig 24. januar 1783 på Rodstenseje med Sophie Amalie Rantzau Sehested (30. januar 1766 i Ebeltoft - 18. februar 1838 i Aarhus), datter af Jens Frederik Sehested til Rodstenseje (1736-1766) og Charlotte Amalie von der Osten (død 1769).
Han er begravet i Østbirk Kirke.